# Rubén Estévez González
Rubén Estévez González (Salceda de Caselas, 10 de febrer de 1979) és un exfutbolista gallec, que jugava com a migcampista.
Va començar a destacar al Pontevedra CF. Entre 1999 i 2001 va militar a la SD Compostela, tot disputant 35 partits amb els compostel·lans a Segona Divisió. Després del descens administratiu dels gallecs, a l'estiu del 2001 fitxa pel CD Tenerife, per militar al seu filial. Tot i això, va aparèixer en tres ocasions amb el primer equip.